# Hokkai Takashima

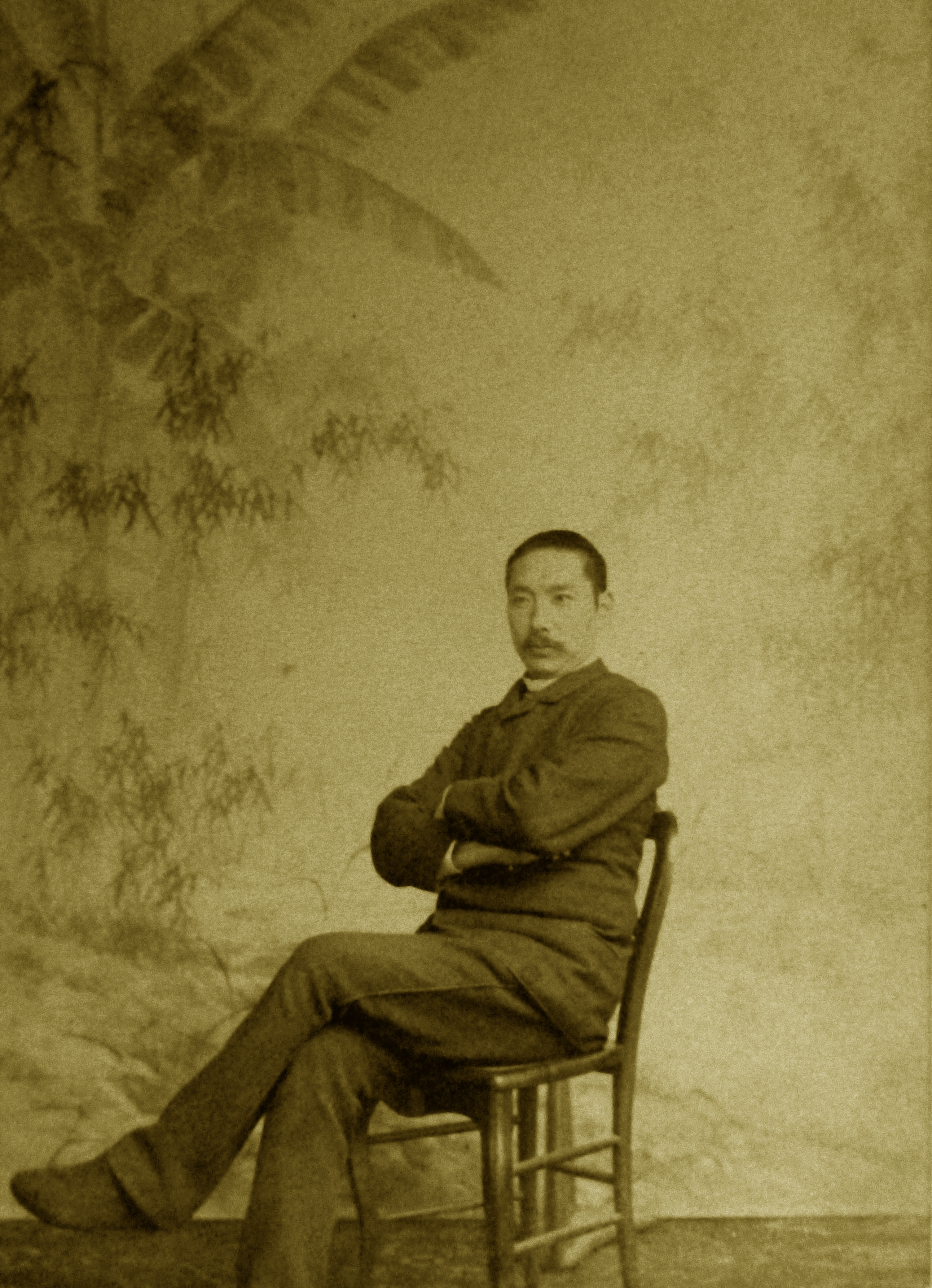
Takashima in Paris

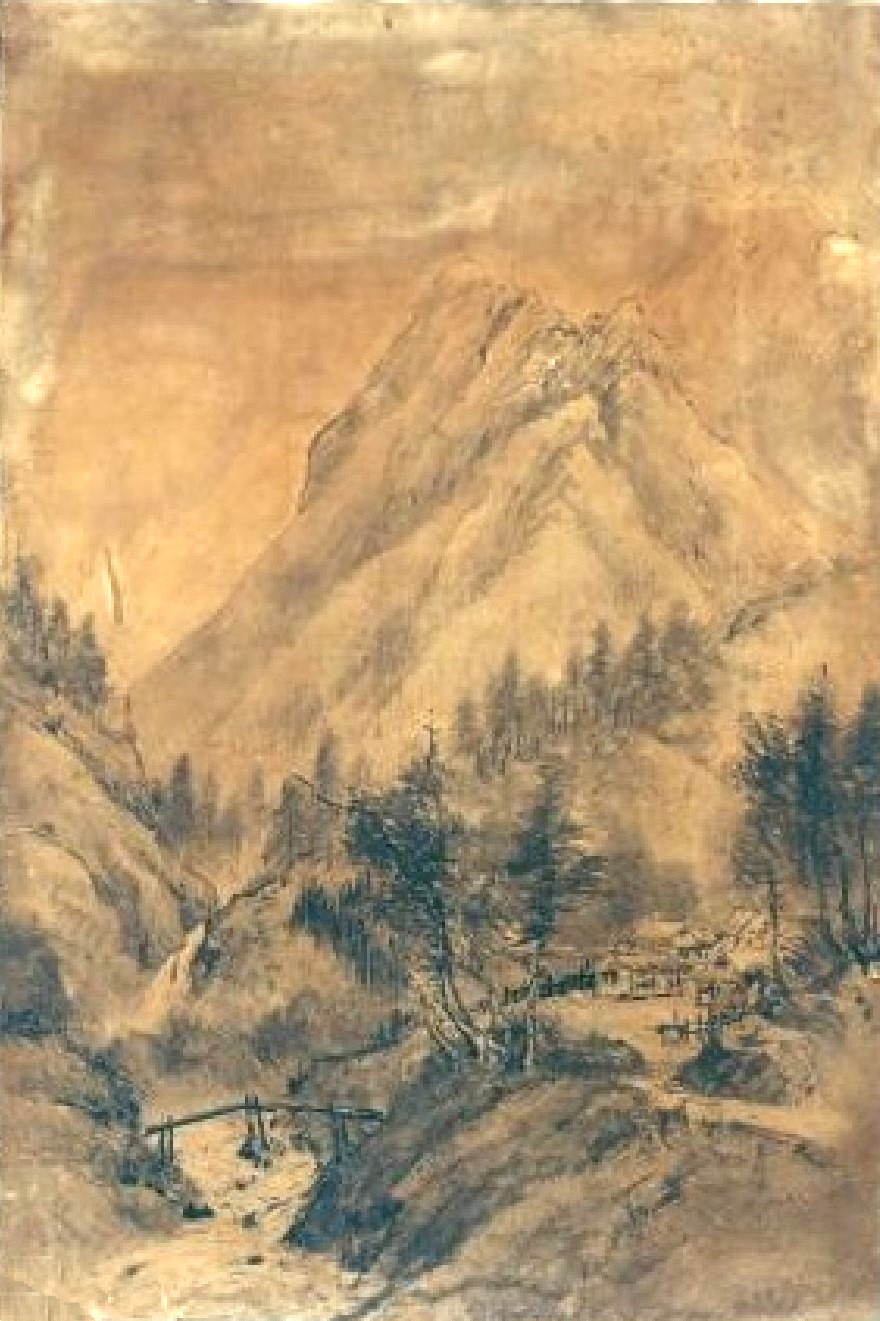
Hokkai Takashima: Der Berg

Hokkai Takashima (japanisch 高島 北海 Takashima Hokkai, eigentlich Takashima Tokuzō (高島 得三); geboren 31. Oktober 1850 im Landkreis Abu (阿武郡) Präfektur Yamaguchi; gestorben 10. Januar 1931) war ein japanischer Botaniker, der sich in der zweiten Lebenshälfte der Malerei widmete.

## Leben und Wirken
Takashima war von Beruf Forstmann und schrieb eine Reihen von Artikeln über die japanische Flora und Landwirtschaft. Das japanische Landwirtschaftsministerium schickte ihn zur Weiterbildung nach Nancy, wo er von 1885 bis 1888 an den Kursen der dortigen Forstschule teilnahm. Interessiert an Malerei, mit der er sich bereits in Japan unter Ōba Gakusen (大庭 学僊; 1820 1899) beschäftigt hatte, schloss er in Nancy nun mit zahlreichen Künstlern der Schule von Nancy Freundschaft, unter anderem mit Ernest Bussière (1863–1913), Emile Gallé, Victor Prouvé und René Wiener (1855–1939). Er begann zu malen, und 1886 wurde ihm eine Ausstellung im Schaufenster von Wiener gewidmet. Im folgenden Jahr nahm Takashima am Salon der schönen Künste von Nancy teil. Er beeinflusste insbesondere bestimmte Arbeiten von Louis Hestaux (1858–1919) und die des in Nancy geborenen Camille Martin (1881–1998), da sie sehr empfänglich für japanische Kunst waren. Nach einem letzten Aufenthalt 1889 in Nancy legte Takashima sein offizielles Amt 1899 nieder, um sich ausschließlich der  Malerei zu widmen.
In Japan war er Mitglied des Komitees der „Nihon Bijtsu Kyōkai“ (日本美術協会). Nach 1908 war er als Juror für die Ausstellungsreihe des Kultusministeriums Nihon Bijutsu Tenrankai tätig.

## Illustrierte Bücher
Takashima produzierte zahlreiche Bücher mit Bildern, darunter „Skizzen der Berge“ (写山要訣, Shazan Yoketsu), „Berühmte Szenen in Europa“ (欧州山水きしょう), „Japanische Pflanzen“ (日本植物体), „Berühmte Szenen in Japan“ (日本山水きしょう), „Blumen“ (花えいせん). Takashima war ein guter Landschaftsmaler, insbesondere, was Berglandschaften anbetraf.